# Franz Wellner
Franz Wellner (28. října 1840 Praha – 22. dubna 1920 Vojnice) byl český průmyslník, cukrovarnický odborník, vynálezce a technický ředitel ve Škodových závodech v druhé polovině 19. století. Jeho bratr byl Georg Wellner, konstruktér a jeden z průkopníků letectví.

## Život
Narodil se v rodině pražského advokáta JUDr. Antona Wellnera (1805–1862) jako jedno z jeho osmi dětí. Jeho matkou byla Marie Tascheková z Českých Budějovicích. Studoval na Polytechnickém institutu v Praze a v roce 1861 toto studium úspěšně dokončil.
Roku 1879 se Franz Wellner oženil s Terezou Baumgartnerovou v Praze. Otcem Terezy byl c.k. rotmistr Gustav Baumgartner v Praze; matka Terezy byla Antonie, roz. Kellnerová z Březnice. 
V roce 1883 Franz koupil zámeček ve Vojnicích, který jemu a jeho rodině sloužil jako letní sídlo v době pobytu v Plzni. Rodina postupně bydlela v Praze, v Plzni (Husova 2), ve Vídni (Kantgasse 3) a ve Vojnicích. Z manželství se narodily čtyři děti: Elsa Wellnerová (1880 - 1957), Vilma Wellnerová, Emil Wellner (1883 - 1933) a Franz Wellner.      
Od r. 1899 až do své smrti pobýval ve Vídni jako ředitel pobočky a poté na statku ve Vojnicích. Zemřel 22. dubna 1920 ve Vojnicích ve věku 79 let.

## Profesní kariéra

### Ringhoffer Smíchov
V továrně Franze Ringhoffera na Smíchově byl zaměstnán od srpna 1862. Na různých pozicích zde pracoval až do dubna 1863. 1. dubna 1863 se stal asistentem na německé polytechnice u profesora Wersina. Od října 1864 do konce následujícího roku působil jako konstruktér u profesora Schmidta. V roce 1865 byl zaměstnán i ve strojní továrně Janouschek v Praze. 

### Skodawerke Plzeň
Od roku 1899 zasvětil 30 let firmě Skodawerke, dnešní Škoda, kde pracoval jako technický ředitel. Skodawerke byl strojírenský podnik založený v Plzni v roce 1866 Emilem Škodou. Emil Škoda byl Wellnerův spolužák ze studií.
Během svého působení ve Skodawerke se stal se svým kolegou Hugem Jelínkem spoluautorem dvou patentů:
- 1882 – patent Franz Wellner und Hugo Jelínek „Vacuumapparat zum Crystallkochen“
- 1883 – patent Franz Wellner und Hugo Jelínek „Etagen – Verdampfapparat“

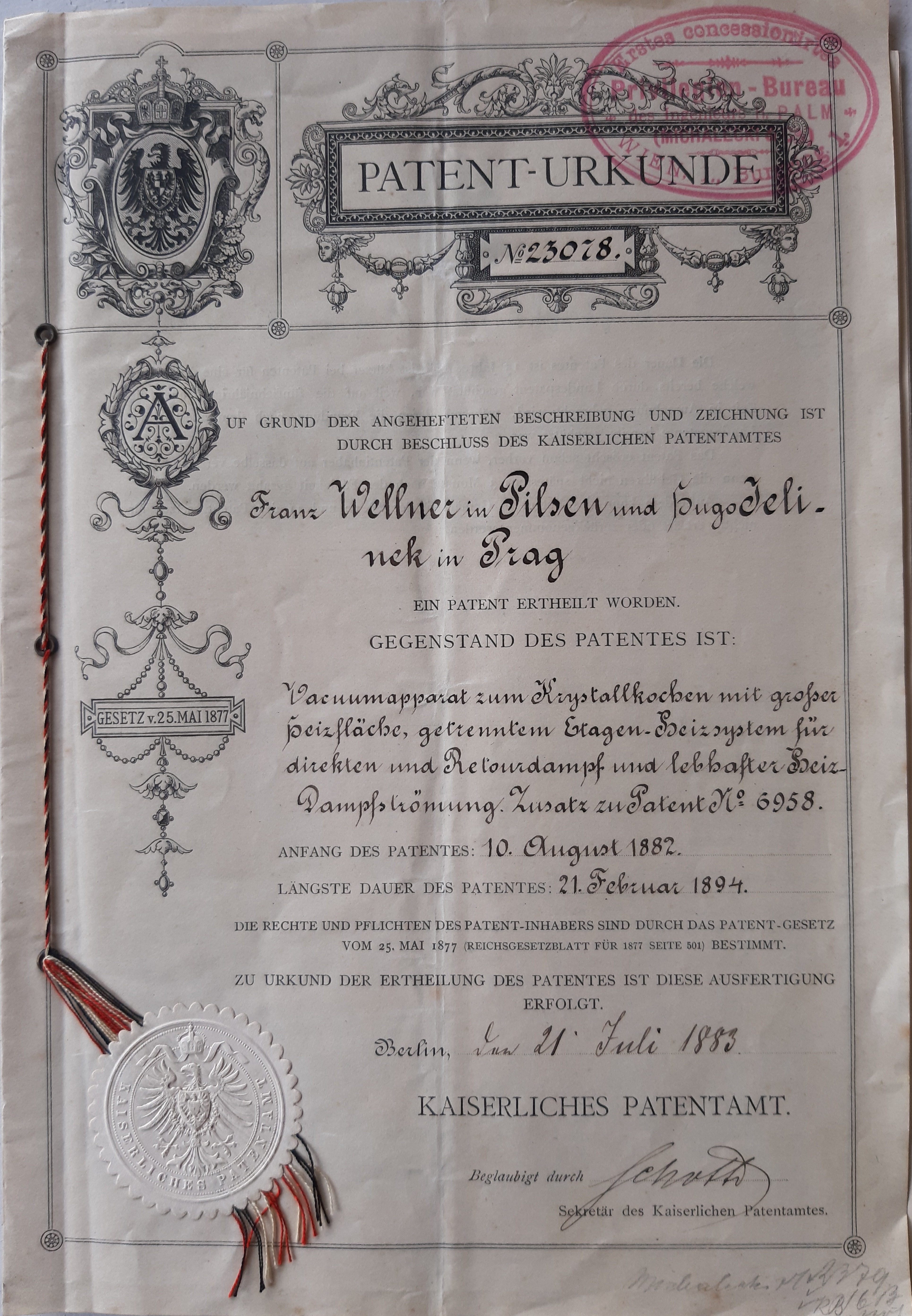
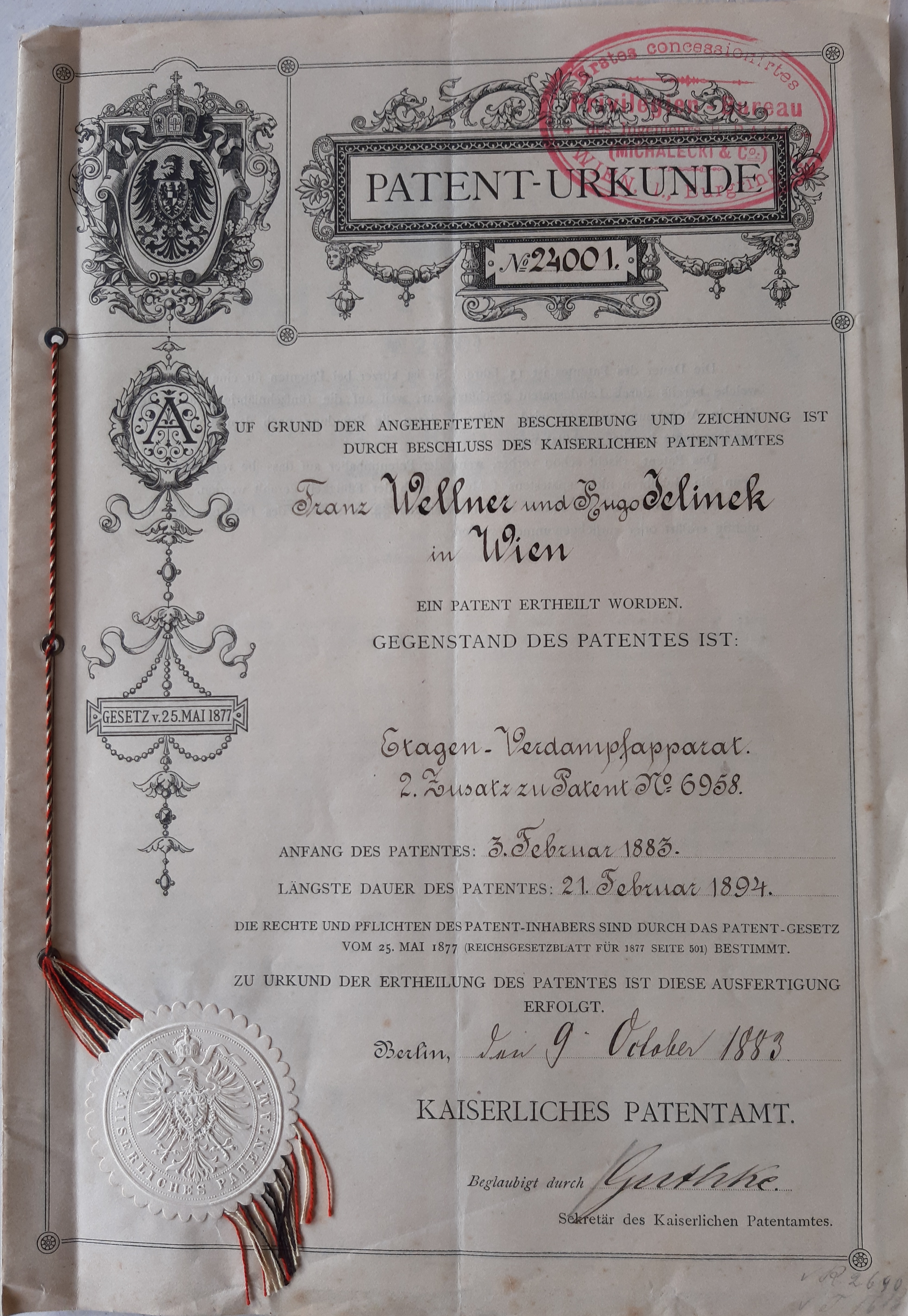
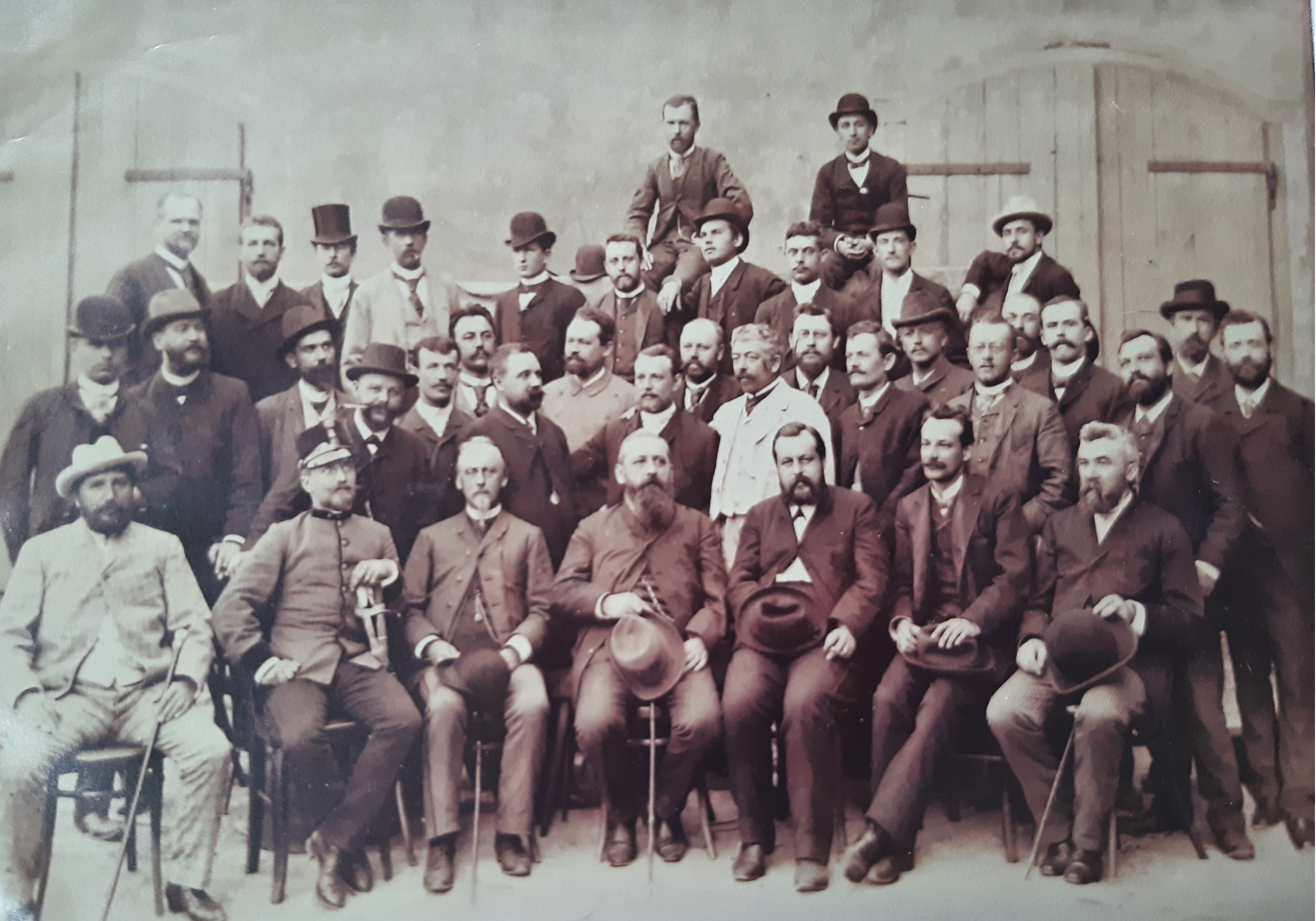
Představenstvo Skodawerke; F. Wellner - první řada, čtvrtý odleva

### Vídeňské působení
Od roku 1899 pracoval Franz Wellner jako ředitel vídeňské pobočky Skodawerke a o dva roky později se stal členem Spolku inženýrů a architektů.

## Galerie

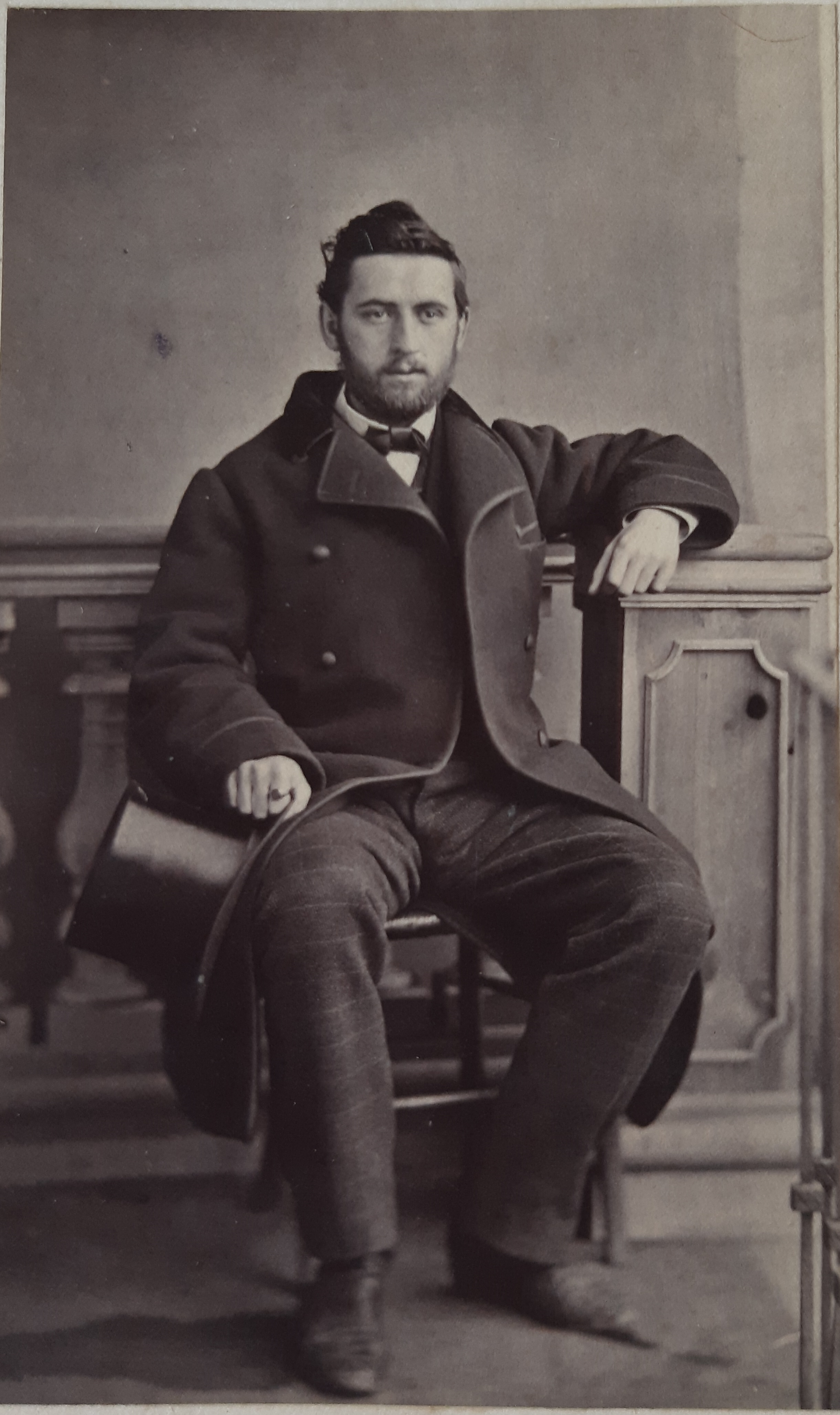
mladý Franz Wellner
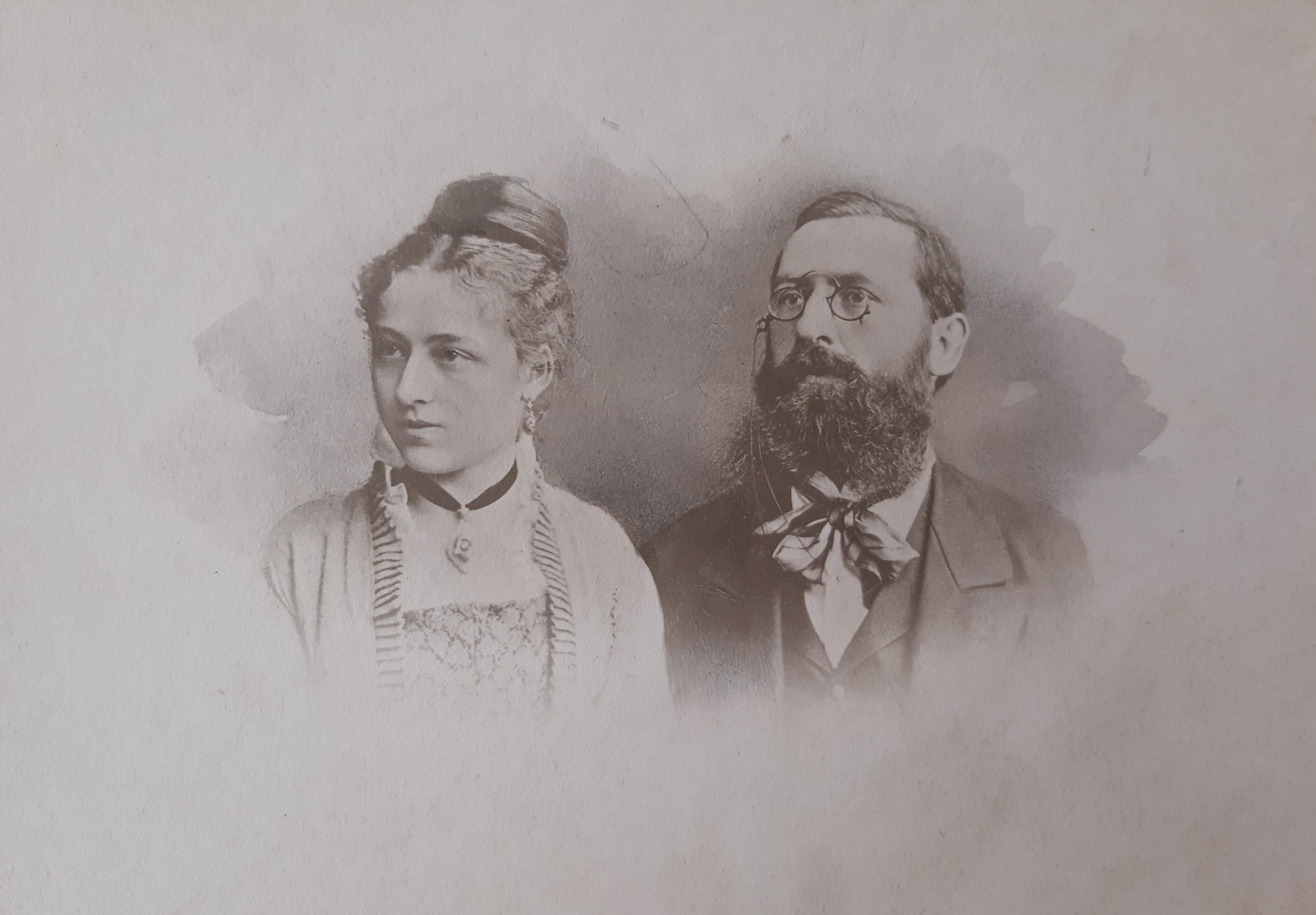
Svatební fotografie manželů Wellnerových
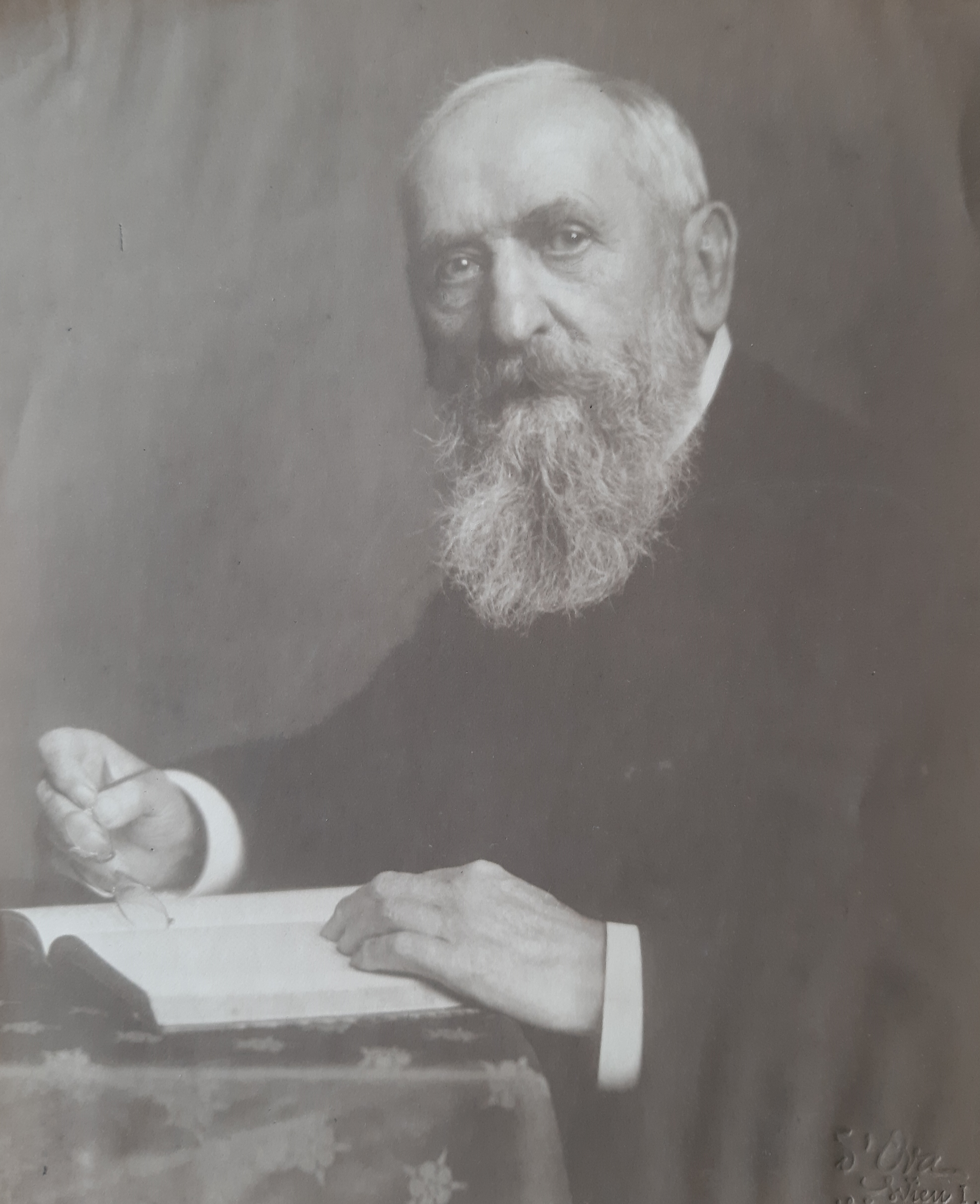
Franz Wellner ve Vídni 1
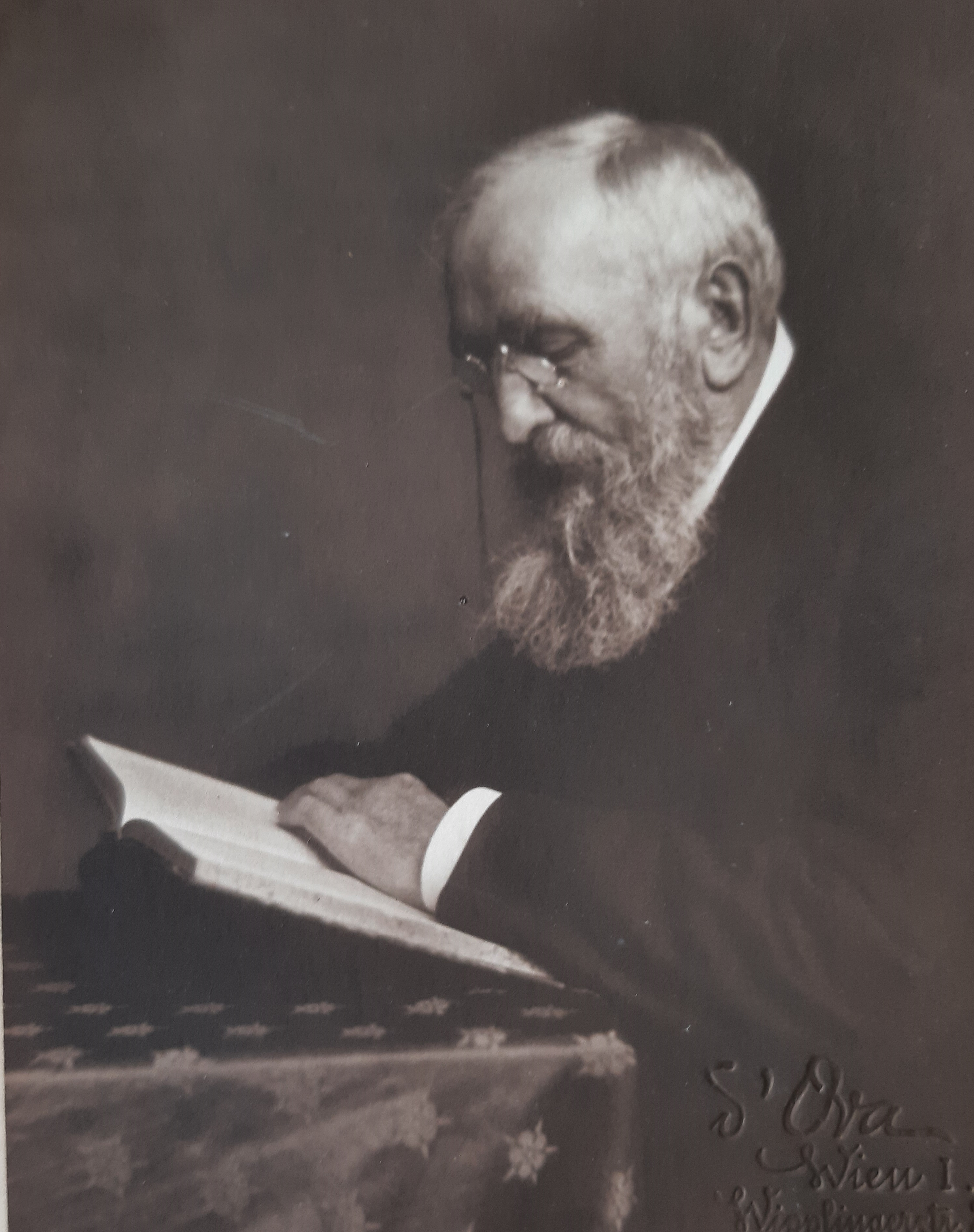
Franz Wellner ve Vídni 2
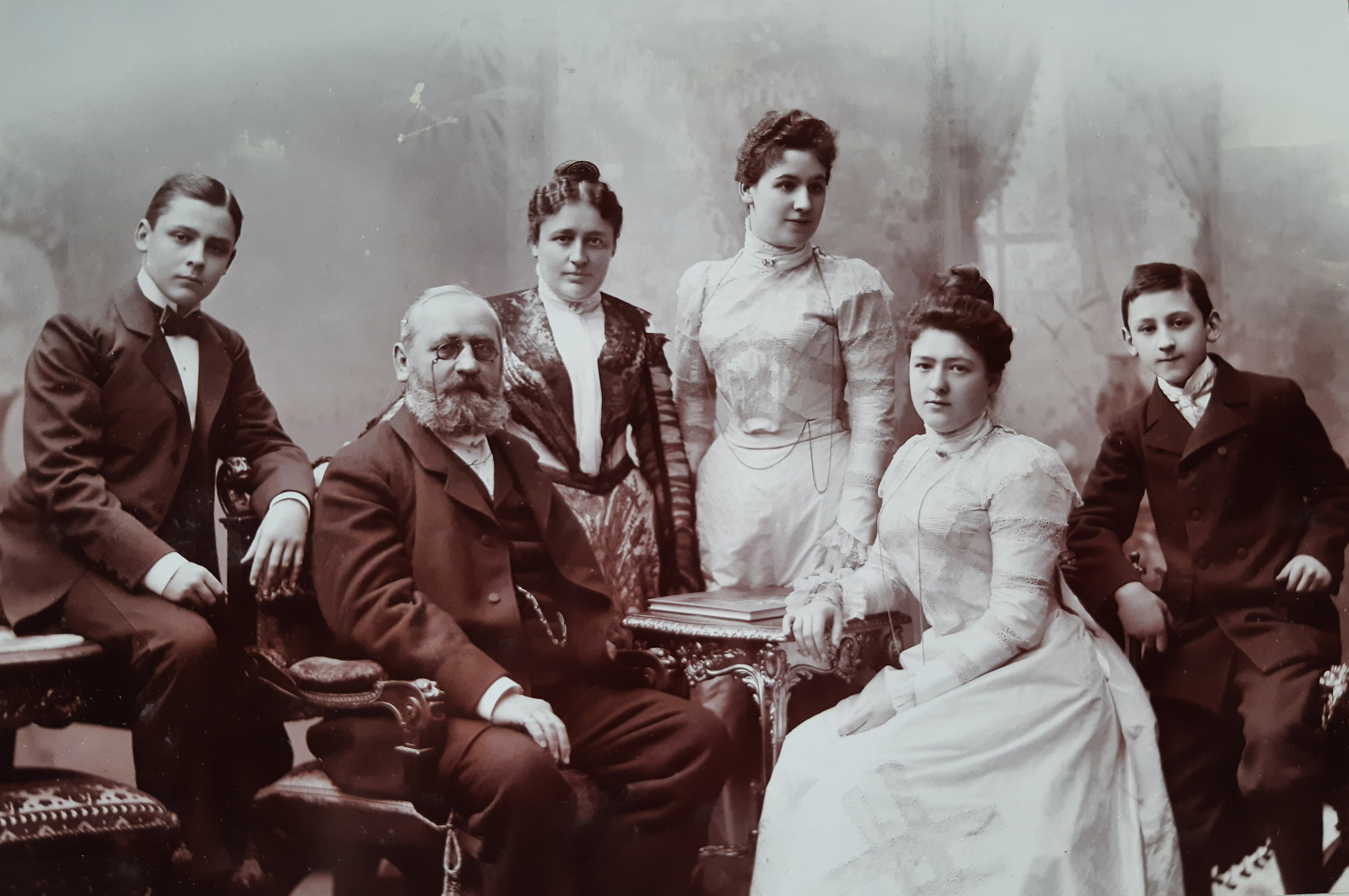
Franz Wellner s rodinou
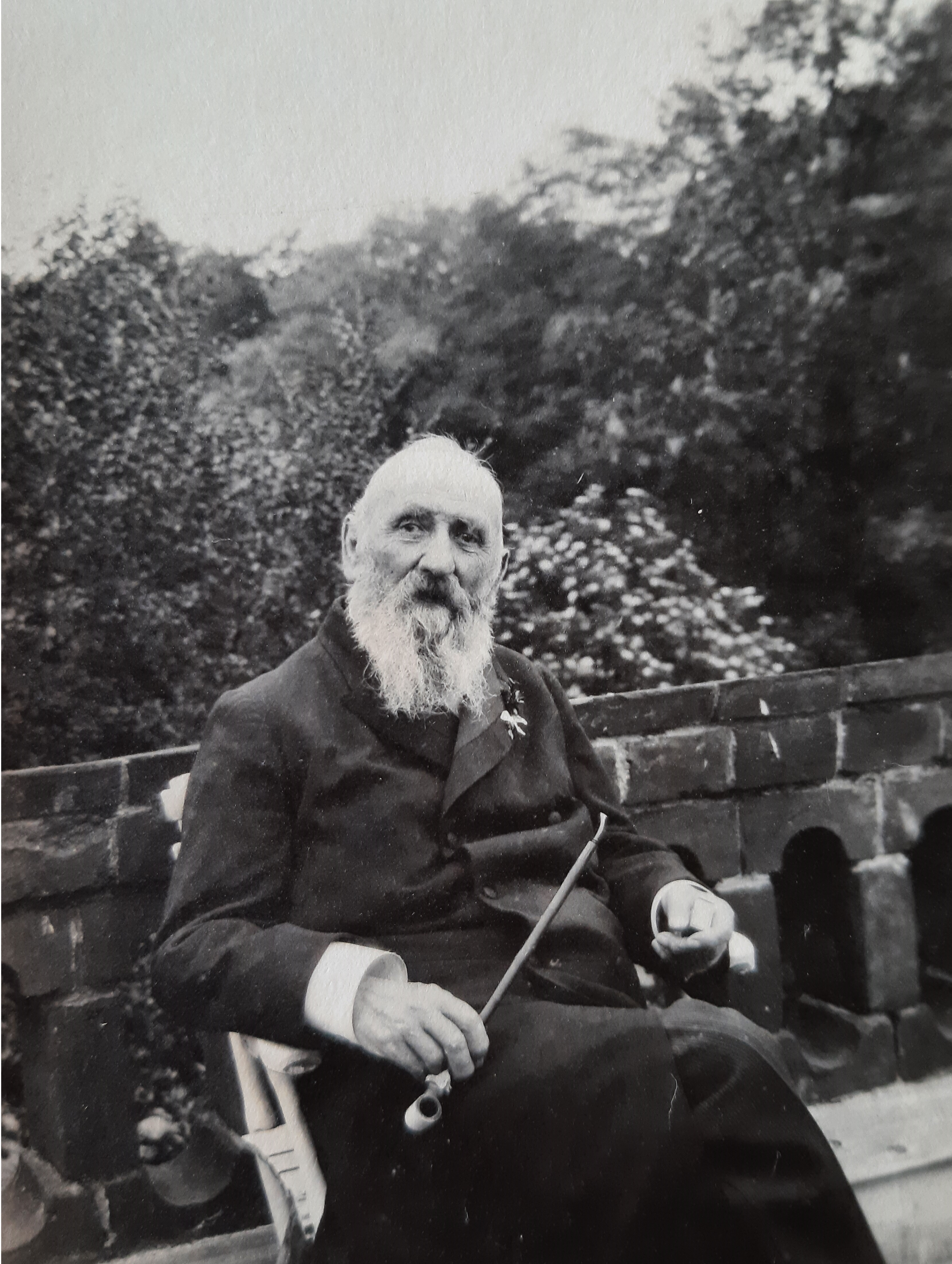
poslední fotografie r. 1919